# 21036 Nakamurayoshi
21036 Nakamurayoshi este un asteroid din centura principală de asteroizi.

## Descriere
21036 Nakamurayoshi este un asteroid din centura principală de asteroizi. A fost descoperit pe 30 ianuarie 1990 la Kushiro de Masanori Matsuyama și Kazuro Watanabe. Asteroidul prezintă o orbită caracterizată de o semiaxă mare de 3,04 ua, o excentricitate de 0,15 și o înclinație de 10,6° în raport cu ecliptica.